# O'CHAWANZ
O'CHAWANZ（オチャワンズ）は、日本の女性アイドルグループ。「文化系アイドルヒップホップユニット」を自称する。レーベルはSecondFactory。
当記事では、O'CHAWANZメンバーを中心としたヒップホップユニット「WEST SIDE PRINT CLUB」（ウエストサイドプリントクラブ、略称・WSPC）としての活動についても記述する。

## 概要
2017年1月に解散した校庭カメラガールツヴァイのメンバーであったしゅがーしゅらら（「しゅがしゅ らら」から改名）とのんのんれめる（「ののるる れめる」から改名）により結成。プロデュースはlyrical school、ライムベリー、MIKA☆RIKA等を手がけたROMANTIC PRODUCTION。ジャンルとしてはニュースクール以降をメインとしている。
2017年6月、レーベルメイトでソロとして活動していたセシモン・ディアスが加入（加入以前にもコラボレートユニット「O'CHAWAN$」としての活動あり）するが、体調不良のため7月に活動休止。のんのんれめるも8月に脱退。9月にはしゅがーしゅららがSAKA-SAMAに期間限定メンバーとして加入したため、O'CHAWANZとしては活動休止状態となる。
2017年11月、しゅがーしゅららを中心にしたユニット「WEST SIDE PRINT CLUB」の活動を開始。こちらはサンプリングやクラシックヒップホップのカバーなどが中心となっている。2018年1月より、いちこにこ・じょしゅあんぬを加えた3人体制で活動。
2018年3月、WSPCの3人にりるはかせを加えた4人体制でO'CHAWANZ再始動。同年8月には1stアルバム「EPISODE V」をリリース。再始動後もWSPCの活動は継続、新メンバーとしてMCあおぎ（彼女のサーブ）、MCゆず（日曜日ゆず、当時SUMMER ROCKET）、MCせるちゃい（せるふちゃいなしすてむ）が加入している。
2019年3月じょしゅあんぬ脱退、2021年3月りるはかせ脱退の後、2021年5月よりしゅがーしゅらら・いちこにこの2人にサポートメンバー「サポーターズ」を加える体制となる。2022年3月末をもっていちこにこ卒業により、1st Generationとしての活動を終了。11月よりヒップホップカルチャーを学びながら活動するユニット『O'CHAWANZ HIPHOP COLLEGE』発足。
2023年、WSPC復活、O'CHAWANZも2nd Generationの新体制を披露したが、9月をもってO'CHAWANZは再度活動休止を発表。

## 略歴
2017年
- 1月20日、O'CHAWANZ告知MVを公開動[11]。
- 2月12日、恵比寿BATICAで初ライブ。主催ライブ「Sunday Lunch Time Parade」スタート[12]。
- 3月22日、1stシングル「オツカレサマ」リリース[2]。
- 4月30日、963とのコラボで「ホシノフルマチ」（MIKA☆RIKAのカバー）披露[12]（のち『EPISODE V』に収録）。
- 6月20日、セシモン・ディアスが加入、「O'CHAWANZ Episode2」スタート[13]。
- 7月12日、のんのんれめる脱退を発表[5]。
- 7月16日、セシモン・ディアスの活動休止を発表[5]。
- 8月10日、のんのんれめる脱退。
- 9月3日、しゅがーしゅららが期間限定でSAKA-SAMAに加入[4]。「Episode3」開始。
- 9月20日、インターネットラジオ「しゅがーしゅららのラララ・エレガンシュタイム」開始[5]。
- 11月18日、プリント専門店・WEST SIDE PRINT CLUB発のアイドルラップユニット「WEST SIDE PRINT CLUB」としてライブに出演[5]。
- 12月23日、WSPCの新メンバー・いちこさん（現いちこにこ）ライブ出演[14]。
- 12月24日、しゅがーしゅららのSAKA-SAMA兼任終了[15]。

2018年
- 1月14日、WSPCがいちこにこ・じょしゅあんぬを加えた3人体制で活動することを発表。
- 3月31日、いちこにこ、じょしゅあんぬ、りるはかせを加えた4人体制でO'CHAWANZ再始動。「Episode4」開始。
- 4月24日、WSPCにMCあおぎ（彼女のサーブ）加入[16]。
- 6月10日、WSPCにMCゆず（日曜日ゆず（SUMMER ROCKET））加入[16]。
- 6月23日、日曜日ゆずSUMMER ROCKET卒業に伴い、MCゆずとしての活動も休止[16]。
- 7月21日、3776「『3776を聴かない理由があるとすれば』再現ワンマン・ライブ《富士宮編》」（富士宮市民文化会館小ホール）のオープニング・アクトとして出演[注 1]。
- 7月29日、FAREWELL, MY L.u.v主催ライブで、りるはかせとFAREWELL, MY L.u.vメンバーのコラボユニット「ハカセとセイト」で「MAKE HONEY」（MIKA♡MISA[注 2]のカバー）を披露[18]。
- 8月18日、MAT（ましゅり（元校庭カメラガール「ましゅり どますてぃ」））とのコラボシングル「Shining」が配信限定でリリース[19]。
- 8月22日、1stアルバム『EPISODE V』リリース。
- 8月31日、WSPCにせるふちゃいなしすてむ加入。彼女のサーブ＆レシーブとの合同リリースイベントを開催[20]。
- 10月5日、「O'CHAWANZ THE MOVIE『オチャを止めるな』（仮）」制作発表[21]。
- 11月17日、六本木VARIT.にて、主催ツーマンライブ「ツーマン」開始。

2019年
- 3月12日、りるはかせがSUMMER ROCKETの期間限定メンバーとして加入[22]。
- 3月31日、じょしゅあんぬとの契約を終了[23]。

- 5月13日、りるはかせのSUMMER ROCKETとの兼任終了[24]。
- 12月25日、O'CHAWANZのLo-Fi HipHopなアルバム「MellowMadness」制作プロジェクト　クラウドファンディング開始

2020年
- 2月14日、クラウドファンディング達成
- 2月29日、3776 閏日神舞 出演
- 5月3日、「３時のおちゃわんず」第一話
- 5月13日、アルバム「Mellow Madness」発売
- 6月21日、配信ライブ「NORMAN」開催
- 6月27日、「TOKYO ONLINE CLUB」
- 10月21日、アルバム「コラボ」発売
- 11月21日、福岡遠征

2021年
- 2月12日、初のワンマンライブ「Do The Right Thing」を渋谷 clubasiaで開催
- 3月31日、りるはかせが本人の希望により卒業[25]
- 4月6日、アルバム「Do The Right Thing」発売
- 4月13日、テレビ神奈川「関内デビル」出演
- 4月21日、「Do The Right Thing」リリースイベント 渋谷タワーレコード
- 5月3日、沖縄遠征
- 5月16日、恵比寿BATICAライブにて、MCにりるひな（新山ひな（うさぎのみみっく！！））、MC ABCee、Jにサミー（装置メガネ）が「サポーターズ」として参加を発表[26]。
- 12月24日、1st Generationラストライブ開催プロジェクトとしてクラウドファンディング実施[27]。

2022年
- 3月9日、アルバム「Episode X」発売
- 3月25日、1st Generationラストワンマンライブ「No Time To Die」を渋谷clubasiaで開催（ゲスト：朝比奈るの、hechimodisco、963、カノサレ、SAKA-SAMA）[28]。
- しゅがーしゅららが「さとうらら」に改名。11月にソロCD-R『Oh My Teddy Bear』リリース[29]。
- 『O'CHAWANZ HIPHOP COLLEGE』発足、よあけのあり加入[30]。12月24日、963、カノサレ主催ライブ『UNDERPASS』ゲストとして初ライブ。

2023年
- 3月31日、よあけのありが本人都合により脱退[31]。
- 5月7日、「LLC〜LOVE LIVE CLUB〜」vol.2（渋谷LOFT HEAVEN）にてWSPC復活（さとうらら、MCあおぎ、MC uzu）。
- 6月11日、「Sunday, Lunch Time Parade Vol.21 ~ O'CHAWANZ 2G ~」（恵比寿BATICA）より2nd Generationメンバーとしてなかたかな加入。
- 7月26日、さとうらら初のヒップホップソロアルバム『THE ROOM』リリース。
- 8月13日、「LLC〜LOVE LIVE CLUB〜」vol.5（渋谷LOFT HEAVEN）にて、MCかにゃんぱす（なかたかな）、MCぴーぴる（前田鮎花）、MCめぽち（mepo）によるWSPC 2Gデビュー[32]。
- 9月10日、さとうらら主催「ララ祭り」最終日・ララレコフェスをもって再度活動休止（ソロ、WSPCは継続）[10]。

2024年
- 12月より、さとうららの活動10周年記念アルバム『Good Enough』をアナログレコードで制作するクラウドファウンディング『10年間ありがとう！「さとうらら」レコード制作プロジェクト！』を実施、目標金額を上回る1,060,000円を達成[33]。翌年LP・CD-R・ダウンロードコードをリリース。

2025年
- 5月8日、さとうららが10月をもってアイドル活動引退を発表[34]。
- 8月2日『夢ミル！vol.15』（福岡Buddy Up!）にて、さとうららラストソロアルバム『THE LAST O'CHAWANZ』会場先行リリース。8月3日『DREAM PASS Vol.9 ~さとうらら卒業旅行in福岡~』（福岡ライブハウス秘密）にてO'CHAWANZ（さとうらら・いちこにこ・りるひな）出演。

## メンバー
| 名前       | 誕生日  | 担当             | 備考 |
| ---------- | ------- | ---------------- | --- |
| さとうらら | 6月5日  | エレガンシュ担当 | O'CHAWANZ・WSPCオリジナルメンバー、リーダー 旧名：しゅがーしゅらら 元校庭カメラガールツヴァイ（「しゅがしゅらら」） SAKA-SAMA期間限定メンバー（2017年9月3日 - 12月24日）。 |
| なかたかな | 12月6日 |                  | O'CHAWANZ・2nd Generationメンバー 2023年6月11日デビュー。 WSPC 2GではMCかにゃんぱす名義で2023年8月13日デビュー。                                                           |

### WEST SIDE PRINT CLUBメンバー
※O'CHAWANZメンバーは除く
| 名前         | 担当     | 備考 |
| WSPC 1G      | WSPC 1G  | WSPC 1G |
| ------------ | -------- | --- |
| MCあおぎ     | 革命担当 | 彼女のサーブ&レシーブ（カノサレ）で活動。 2019年3月-2021年11月、最高じぇねれーしょんと活動兼任。                                                              |
| MC uzu       |          | 2018年6月10日「MCゆず」として加入、6月23日活動休止。2023年5月7日「MC uzu」として復活。 2018年はSUMMER ROCKET・日曜日ゆず、2023年はダダダムズ・uzuとして活動。 |
| MCせるちゃい |          | 2018年8月31日加入。元963「やーぷん」。 ミスiD2018佐久間宣行賞。 主にソロ「5elfchina5y5tem（せるふちゃいなしすてむ）」として活動。                             |
| WSPC 2G      |          | |
| MCぴーぴる   |          | 963・前田鮎花 2023年8月13日デビュー。 |
| MCめぽち     |          | ダダダムズ・mepo 2023年8月13日デビュー。 |

### 元メンバー
| 名前               | 担当           | 備考 |
| ------------------ | -------------- | --- |
| のんのんれめる     | ラジカル担当   | オリジナルメンバー。元校庭カメラガールツヴァイ（「ののるる れめる」）。 2017年8月10日脱退。2018年2月よりグーグールル→あんちろちー「朝比奈るの」としてで活動。 2022年10月よりSAKA-SAMA加入。 |
| セシモン・ディアス |                | 「SE$IMON DIAZ」名義でソロ活動も行っていた。 2017年6月20日加入、2017年7月16日活動休止。 |
| じょしゅあんぬ     | あんにゅい担当 | 2018年1月14日WSPC初ライブ、2018年3月31日O'CHAWANZ加入。 2019年2月より活動休止、3月31日契約終了。                                                                                            |
| いちこにこ         | オアシス担当   | 3月25日生まれ。2017年12月23日WSPC初ライブ、2018年3月31日O'CHAWANZ加入。 2022年3月25日脱退（以降もO'CHAWANZ HIPHOP COLLEGEにゲスト参加）。                                                   |
| りるはかせ         | 宇宙担当       | 2018年3月31日O'CHAWANZ加入、2018年4月25日WSPC初ライブ。 SUMMER ROCKET期間限定メンバー（2019年3月12日 - 5月13日）。2021年3月31日脱退。                                                       |
| よあけのあり       |                | 2022年11月O'CHAWANZ HIPHOP COLLEGE加入、2022年12月24日デビュー。 2023年3月31日脱退。 |

## 作品

### CD-R
- 「オツカレサマ Ver.1.1」  2017年4月6日、「南波一海のアイドル三十六房」サブロク市で販売。
- 「moumou 子守唄」 2017年5月21日、「Sunday, Lunch Time Parade Vol.4」で販売。SE$IMON DIAZとのコラボ。
- 「オツカレサマ Ver.1.6」 2017年7月17日販売開始。
- 「ホシノフルマチ」「胸がジンジンGENE」「オツカレサマ」(Ver.1.8)「ライブ音源集」 2017年8月2日から10日までの限定販売。
- 「CLAW LIFE Ver.0.8」 しゅがーしゅららソロ。2017年8月27日「サワソニ27」で販売開始。
- 「CLAW LIFE Ver.0.9」 2017年9月3日販売開始。
- 「LALALA ELEGANSHU TIME BOOTLEG」 2017年12月9日販売開始。
  - 同日、しゅがーしゅららが歌唱参加しているSAKA-SAMA「わんわん」も販売開始。
- 「クリスマスラップ2018 / O'CHAWANZ(仮) 」 2017年12月20日販売開始。[注 3]
- 「WSPC DEMO」 2018年1月14日販売開始
- 「LALALA ELEGANSHU TIME BOOTLEG VOL.2」 2018年2月20日販売開始
- 「LALALA ELEGANSHU TIME BOOTLEG VOL.3」 2018年3月18日「サワソニ31」で販売開始。
- 「LALALA ELEGANSHU TIME BOOTLEG VOL.2.1」2018年4月24日販売開始（MCあおぎWSPC加入による）
- 「O'CHAWANZ / TRAILER 2」 2018年5月11日「南波一海のアイドル三十六房」サブロク市で販売開始
- 「ララのラブソング」 2018年6月7日「南波一海のアイドル三十六房」サブロク市で販売開始
- 「O'CHAWANZ / TRAILER 3」 2018年7月21日販売開始
- 「CHRISTMAS RAP 2019」 2018年12月16日から年内までの限定販売。
  - 同日、FAREWELL, MY L.u.v物販にて「Christmas Rap 2019」（O'CHAWANZ+FAREWELL, MY L.u.vヴァージョン）販売開始
- 「ゆうれい商店街・リターンズ」（O'CHAWANZ meets 3776） 2018年2月16日から3月7日までの限定販売
- 「GRADUATION」2019年3月30・31日限定販売
- 「8DAYS A WEEK」（O'CHAWANZ×FAREWELL, MY L.u.v） 2019年3月31日から限定販売
- 「I WANT YOU BACK」（せのしすたぁ×O'CHAWANZ）2019年8月18日発売開始
- 「DADA」Ver.0.8
- 「Mid Night」Lo-fi REMIX カラオケ素材
- 「Mid Night ROMANTIC REMIX」
- 「O'CHAWANZ / TRAILER 4」
- 「O'CHAWANZ / TRAILER 5」
- 「Do The Right Thing」LIVE音源
- 「Party Online」REMIX素材
- 「DADA」REMIX素材
- 「EARTH」
- 「After Five Bossa Nova」
- 「今夜はブギー・バック」2022年3月9日YouTube上で公開[36][37]ののち、許諾を得て2022年3月25日の1st Generationラストライブにて販売[38]

#### ソロCD-R
- 「Oh My Teddy Bear」（さとうらら）2022年11月5日発売
- 「SAMENAI」 （なかたかな）2023年6月11日会場限定発売
- 「THE ROOM」（さとうらら）2023年7月26日発売
- 「GOOD ENOUGH」（さとうらら）2025年発売
- 「THE LAST O'CHAWANZ」（さとうらら）2025年8月2日発売

## 出演

### ネットテレビ
- 南波一海のアイドル三十六房（タワレコTV、2017年4月6日、2018年6月7日）

### テレビ
- 関内デビル（テレビ神奈川、2021年4月14日）

### ラジオ
- tre-sen（FM横浜、2021年5月21日）
- HITS! THE TOWN（NACK5、2021年4月10日）

## 参考資料
- 「O'CHAWANZ / EPISODE V Spesial O'CHAWANZ Work Paper Show」
  - 会場・通販で販売。年表、南波一海によるライナー、『EPISODE V』収録曲の歌詞掲載。